# Ископаемые пласты Джон-Дей
Национальный памятник Ископаемые пласты Джон-Дей (англ. John Day Fossil Beds National Monument) — ряд скальных образований в северо-центральном Орегоне, состоящий из трёх широко разнесенных единиц в бедленде долины реки Джон-Дей.

## Описание
Памятник известен тем, что в его ископаемых слоях сохранились свидетельства жизни, охватывающие около 40 миллионов лет кайнозойской эры (длящейся последние 65,5 миллионов лет). Утверждённый в 1974 году и основанный в 1975 году, памятник занимает общую площадь 22 мили² (57 км²). Впервые он был признан значимым местом ископаемых останков в 1860-х годах. Памятник был назван в честь реки, а река была названа в честь участника экспедиции 1811—1812 годов на северо-запад Тихого океана, спонсируемой Джоном Джейкобом Астором.
Памятник включает в себя эродированные холмы Пейнтед-Хиллз около Митчелла, столбчатые скалы (англ. high palisades) Кларно около Фоссила и выветренные утёсы Шип-Рок около Дейвилла; последний блок состоит из четырёх областей вдоль реки Джон-Дей, в самой большой из которых есть скала Шип-Рок, которая возвышается на 3360 футов (1024 метра). Сами окаменелости обнаружены в последовательности из четырёх широких слоев осадочных пород. Самая старая из них, формация Кларно (возрастом от 37 до 54 миллионов лет), содержит останки многочисленных растений и животных, которые жили в тропических и субтропических лесах того времени. Формация Джон-Дей (возрастом от 20 до 39 миллионов лет) свидетельствует о лиственных лесах, населённых свиньями, лошадьми, собаками, верблюдами и носорогами. Саванна и смешанные лиственные леса формации Масколл (возрастом от 12 до 15 миллионов лет) были домом для оленей, верблюдов, лошадей, собак и медведей, согласно ископаемым данным. Наконец, формация Рэттлснейк (возрастом от 6 до 8 миллионов лет) содержит останки лошадей, верблюдов, вилорогов, медведей и носорогов в том, что, как считается, было луговой средой.
Современная растительность включает полевые цветы, различные травы, полынь, тополя, можжевельник и сосну жёлтую. Среди разнообразных диких животных есть вилорог, лось и многочисленные виды птиц (особенно цапли, ястребы и лазурные птицы). В центре для посетителей, расположенном в Шип-Рок, есть обширная экспозиция окаменелостей млекопитающих и листьев. Ко всем блокам можно добраться по дороге, а короткие тропы ведут к отдельным слоям окаменелостей.